# Kardinalovo srce
Kardinalovo srce – roman o kardinalu Stepincu i stradanju hrvatskog naroda pod komunizmom povijesni je roman hrvatske književnice Nevenke Nekić.

## Povijest
Roman je prvotno u ograničenoj nakladi 2004. godine objavila Postulatura blaženog Alojzija Stepica pod naslovom Susret u Emausu. Godine 2008. obavljuje ga izdavačka kuća Verbum iz Splita.

## Sadržaj
Roman je utemeljen na povijesnim činjenicama i životima stvarnih osoba. U romanu se usporedno pripovijeda o životnom putu zagrebačkog nadbiskupa i kardinala Alojzija Stepinca i "običnog čovjeka" Ive Brizića koji su se prvi puta susreli 1937. godine tijekom Stepinčeva hodočašća u Svetu zemlju. Dvije usporedne radnje i dva lika u romanu se susreću i isprepliću u nekoliko navrata.
Autorica je u romanu pokušala istaknuti kako su mnogi ljudi, imajući pred očima Stepinčevo mučeništvo i njegovo svetačko trpljenje za ideale pravednosti, čovjekoljublja i domoljublja, lakše podnosili svoje patnje za vrijeme teških povijesnih okolnosti.